# SE 109/3

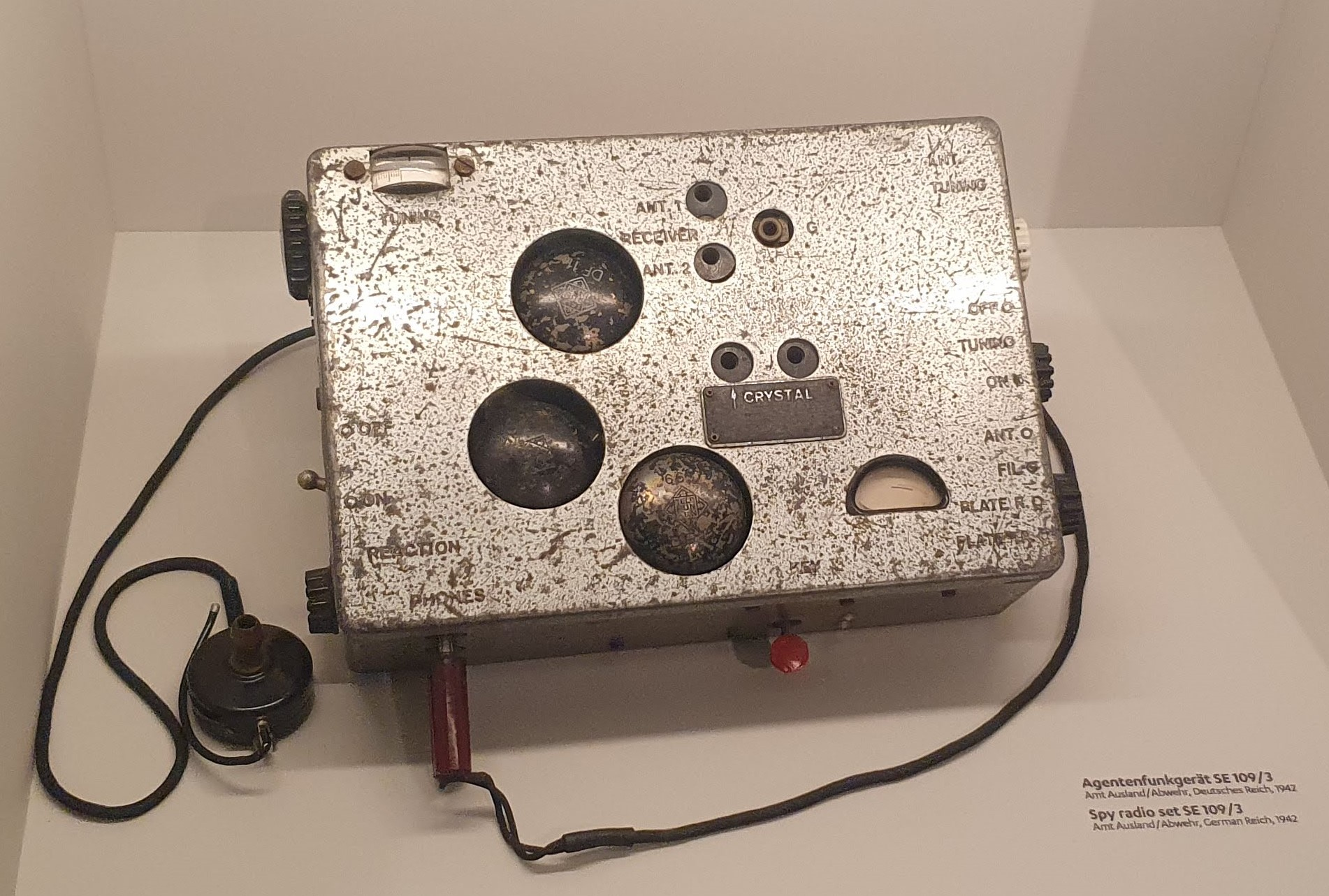
SE 109/3 im Deutschen Spionagemuseum

SE 109/3 war ein deutscher Sendeempfänger (SE) und diente als Morse-Funkgerät für Spione im Zweiten Weltkrieg.

## Geschichte
Das Kurzwellen-Funkgerät wurde im Jahre 1942 von der Außenstelle Wurzen des Oberkommandos der Wehrmacht (OKW) entwickelt. Ab 1943 wurden etwa 500 Stück produziert. Verwendet wurde es von der Abwehr, dem Reichssicherheitshauptamt (RSHA) und der Abteilung Fremde Heere Ost (FHO).
Interessanterweise sind alle Beschriftungen auf diesem deutschen Funkgerät auf Englisch. Dieses sollte zum einen die Herkunft des Geräts verbergen und war zum anderen auch eine Erleichterung für nicht deutschsprachige Benutzer.
Nach dem Zweiten Weltkrieg wurde 1946 die Organisation Gehlen (OG) gegründet. Es wurden Agenten reaktiviert, die nun die Sowjetische Besatzungszone ausspionieren sollten. Die Organisation Gehlen griff hierfür auch auf das SE 109/3 zurück und kaufte auch so viele Geräte wie möglich zurück, von denen einige nach dem Krieg in die Hände von Funkamateuren gerieten. Das kompakte und leichte SE 109/3 eignete sich besser als das ab 1946 von den Amerikanern überlassene deutlich sperrigere SSSTR‑1.
1953 wurde das SE 109/3 vom 12WG abgelöst. Dennoch wurde es eine Zeit lang sogar noch vom 1956 gegründeten Bundesnachrichtendienst (BND) verwendet.

## Technik
Das Funkgerät ist ein einem Zinnkasten (genannt: „Keksdose“) mit den Abmessungen (in cm) 20 × 14 × 6 untergebracht und wiegt etwa 1,7 kg. Die Stromversorgung wird entweder über ein externes Batteriepaket oder ein externes Netzteil sichergestellt.
Die Sendeleistung im 80- bis 40‑Meter-Band  3,3–7,5 MHz beträgt etwa 3 W. Die Sendefrequenz kann nicht kontinuierlich frei gewählt werden; zwei Schwingquarze mit festen Frequenzen sind im Gerät verbaut und können über einen Schalter ausgewählt werden. Außerdem kann über einen Steckanschluss ein zusätzlicher Steckquarz mit dem Funkgerät verbunden werden, um eine weitere Sendefrequenz nutzen zu können. Der Sender ist nur für Morsecode (CW) geeignet. Die steckbare Morsetaste befindet sich direkt am Gerät und kann während des Transports abgenommen und innerhalb des Gehäuses verwahrt werden.
Der Empfänger ist im Frequenzbereich 3,2–6,5 MHz frei einstellbar. Die empfangenen Signale werden über Kopfhörer ausgegeben.